# Nesmy Manigat
Nesmy Manigat, né au Cap-Haïtien (Haïti), est un économiste, technocrate et expert en éducation haïtien. Il occupe à deux reprises le poste de ministre de l’Éducation nationale et de la Formation professionnelle (MENFP) en Haïti, de 2014 à 2016, puis de 2021 à 2024,. Il est également engagé dans des instances internationales, notamment au sein du Partenariat mondial pour l’éducation  Global Partnership for Education.

## Biographie
Fils de deux enseignants du secteur public, Nesmy Manigat a effectué ses études primaires chez les Frères de l’Instruction Chrétienne à Ouanaminthe, puis ses études secondaires au Collège Notre-Dame du Perpétuel Secours au Cap-Haïtien. Il est diplômé en gestion des affaires de l’Institut national de gestion et des hautes études internationales (INAGHEI) de l’Université d’État d’Haïti, et titulaire d’une maîtrise en gestion des entreprises et organisations de l’Université du Québec à Chicoutimi (UQAC).
Il a enseigné l’entrepreneuriat à l’Université Quisqueya, où il a dirigé le département des Petites et Moyennes Entreprises pendant dix ans. Il a aussi enseigné à l’Université Gamal Abdel Nasser et à l’École nationale des arts et métiers de Conakry. En 2016, il est sélectionné comme Top Thinker pour les Kapuscinski Development Lectures et intervient à l’Université de Pretoria sur l’éducation et l’employabilité,. En 2024, dans un contexte de crise sécuritaire en Haïti, il participe à un panel au Center for Strategic and International Studies (CSIS) à Washington sur le lien entre éducation, sécurité et développement économique. Il est régulièrement sollicité pour présider des rencontres internationales dans des forums traitant des sujets de gouvernance,,.

### Débuts et carrière nationale
Manigat commence sa carrière publique en 1991 au ministère de la Planification et de la Coopération externe, puis rejoint la Banque de la République d’Haïti en 1993. Il est cofondateur et directeur exécutif du cabinet Group Croissance, spécialisé en conseil économique, financier, technologique et managérial. Il participe à l’organisation de la foire technologique INFOTEL, promouvant l’innovation scientifique dans les écoles haïtiennes,,.
En 1999, il rejoint le Programme d’appui à la gouvernance du secteur de l’éducation (PARGSEH), financé par l’Union européenne. Il intervient dans la mise en œuvre de projets de décentralisation éducative, de formation administrative et de renforcement institutionnel. Il a également contribué à la restructuration d’entreprises publiques et privées, appuyé des chambres de commerce, et participé à des missions pour des organismes internationaux. Il a été co-rédacteur en chef de la revue hebdomadaire La Lettre de Conjoncture.

## Vie privée
Son père, Obed Manigat, décédé le 24 novembre 2021 à 7h30 pm à l'hôpital Notre-Dame se trouvant à routes de frères, Pétion-ville. Il est inhumé au parc du souvenir. Sa mère est Moviette Fidèle.

## Affiliation Politique
Nesmy Manigat n’a jamais revendiqué d’appartenance officielle à un parti politique, se présentant toujours comme un technocrate indépendant. Il a côtoyé et travaillé à des rôles différents avec deux chefs d’Etat et fut ministre de 3 premiers ministres différents. Au début de sa carrière professionnelle, il  a eu un longue collaboration professionnelle avec le Gouvernement de René Préval, notamment dans des projets phares, notamment le projet de retraite anticipée et de départ volontaire des fonctionnaires de l'administration, dont il a été l'un des cheville ouvrières,  le Groupe de Travail sur l'Éducation et la Formation, la commission présidentielle sur la compétitivité ou l’Observatoire binational des Universités initié avec le président Préval en 2007.
Nesmy  Manigat, défend que ses réformes, notamment la promotion du créole haïtien dans l’enseignement, l’introduction du livre unique, l’uniforme unique ne relèvent d’aucune « politique partisane », ni ne réflètent aucune appartenance politique quelconque, mais visent avant tout un projet d’éducation nationale inclusive, endogène et équitable.
Bien qu’il ait déjà exercé les fonctions de ministre de l’Éducation nationale entre 2014 et 2016 sous la présidence de Michel Martelly, Nesmy Manigat ne s’est jamais prononcé en faveur du chef de l’État de l’époque ni participé aux campagnes électorales du parti. Comme ministre, il a travaillé avec les Premiers Ministres Laurent Lamothe, Evans Paul et Ariel Henry.
Lors de son discours d’installation à la tête du Ministère de l’Éducation nationale et de la Formation professionnelle (MENFP), le 26 novembre 2021, Nesmy manigat réaffirma devant les caméras une fois de plus son indépendance : «Je ne représente aucun groupe politique particulier au sein de ce gouvernement.» Affirmant sa priorité pour l’éducation, il a précisé: «S’il y a un groupe que je représente, ce ne sont autre que les parents d’environ 4 millions d’enfants scolarisés du système,.

## Carrière internationale
Nesmy Manigat débuta sa carrière internationale en Guinée, en tant que assistant technique en charge de la formation et de l'encadrement des comités locaux d'éducation et de la formation des personnels des entreprises du secteur de l'éducation dans le cadre de projets financés par le Fonds européen de développement. En 2006, il devient directeur régional pour l’Amérique latine et les Caraïbes de l’ONG Aide et Action (aujourd’hui Action Éducation), spécialisée en éducation et développement. À ce poste , Il joue un rôle de premier plan dans la réponse à l'urgence éducative à la suite du tremblement de terre de 2010.
Nesmy Manigat rentre au Conseil d’Administration du Partenariat Mondial pour l’éducation en 2016. Quelques mois plus tard, il est nommé à la tête du Comité de gouvernance, d'éthique, du risque et des finances (GERF)
Réélu plusieurs fois au sein de la gouvernance, il occupe actuellement le poste de président du comité des finances et risque qui fournit des conseils au Conseil d'administration en vue de garantir que le ressources sont gérées de manière efficiente, efficace, et conformément à la mission, aux buts, aux objectifs et aux politiques du GPE. Il supervise également les pratiques de gestion des risques et les dispositifs de gestion financière et d'audit du GPE. Le GPE représente plus de 9.5 milliards de dollars d’investissement sous forme de financements dans les pays partenaires

## Direction exécutive du Group Croissance S.A.
Nesmy Manigat est l'un des cofondateurs et directeur exécutif du cabinet de conseil haïtien Group Croissance S.A., spécialisé en analyse économique, stratégie d’entreprise, développement technologique et accompagnement managérial. Fondée dans les années 1990, la firme s’est imposée comme un acteur de référence dans le secteur du conseil stratégique en Haïti, aux côtés d’économistes tels que Kesner Pharel PDG du Group Croissance et Marie Carmelle Jean-Marie. Ils étaient tous les trois auparavant, des cadres de la banque centrale, Banque de la République d'Haïti, qui ont démissionné pour lancer l’entreprise.
Sous la direction de Manigat, Group Croissance a démarré ses activités en recrutant et formant des jeunes professionnels aux métiers de conseil, parmi lesquels on peut citer Stéphane Bruno, Serge Petit-Frère. Le Group Croissance continue de jouer un rôle actif dans l’appui à la modernisation de l’économie haïtienne à travers des émissions à la radio, des plateformes de promotion de la finance tout en mettant l’accent sur l’innovation, la compétitivité et la promotion des technologies de l’information. La firme a notamment été à l’origine de la foire technologique INFOTEL, organisée au début des années 2000, qui visait à stimuler l’intérêt pour les sciences et les technologies dans les écoles haïtiennes à travers le concept d’alphanétisation,.
En plus de ses activités de conseil, Manigat a contribué à la rédaction de la revue hebdomadaire La Lettre de Conjoncture, un bulletin d’analyse économique et politique diffusé auprès des décideurs publics et privés. Il a également participé à des missions de restructuration d’entreprises publiques et privées, ainsi qu’à des études, enquêtes, plans d’affaires et projets de renforcement institutionnel en collaboration avec des organismes internationaux.
Au sein du Group Croissance S.A. Nesmy Manigat s'occupa aussi des dossiers liés à l'éducation,  l’innovation, l’emploi jeune et la gouvernance à travers  des activités de séminaires, conférences, articles de plaidoyer  et de renforcement institutionnel. Consultant de la firme  au sein du Programme d’Appui au Renforcement de la Gouvernance du Secteur de l'Éducation (PARGSEH), il participa activement  en octobre 2002 au lancement de l’initiative  “Observatoire Permanent de l’Education“ déclarant  que cet instrument qui constitue une grande première pourra aider à soutenir la création d’emplois.  “le décollage économique ne saurait réussir sans miser sur le capital humain” déclare t-il à l'occasion . Toutefois, les changements politiques au sein de l'administration n'ont pas facilité la continuité de cette initiative.

## Direction Amérique Latine Caraïbe d’Aide et Action International (aujourd’hui Action Éducation)
En 2006, après une mission en Guinée Conakry pour le compte du Fonds Européen de Développement au ministère de l’Enseignement pré-universitaire, Nesmy Manigat rejoint l’organisation internationale Aide et Action (aujourd’hui Action Éducation) comme directeur régional pour l’Amérique latine et les Caraïbes. Basé en République dominicaine, il développe une approche multisectorielle des projets éducatifs et sociaux. Sous sa direction, Aide et Action met en place plusieurs initiatives notables, notamment:des appuis aux écoles frontalières d'Haïti et de la République dominicaine, des projets de petite enfance en République dominicaine, comme le programme «Casa de la Abuela», et des projets innovants tels que le financement de l’Observatoire des Universités, facilitant le dialogue académique et scientifique entre Haïti, la République dominicaine, Cuba, de même qu'un partenariat clé signé avec l’INTEC (Instituto Tecnológico de Santo Domingo) pour appuyer des initiatives régionales. Le lancement de cet observatoire universitaire s'est fait en présence des présidents René Préval et Leonel Fernandez avec les recteurs des universités respectives. A l'occasion Aide et International accorda un financement initial de un million d'euros,.

### Actions pendant et après le séisme de 2010 en Haïti
Le séisme du 12 janvier 2010 marque un tournant majeur. Nesmy Manigat coordonne les réponses humanitaires éducatives d’Aide et Action, mobilisant équipes locales et internationales pour intervenir rapidement auprès des enfants, des enseignants et des écoles affectés. Les actions incluent: la mise en place d’espaces temporaires d’apprentissage, l’organisation de centres de collecte et de dons en République dominicaine, avec la mobilisation d’acteurs comme la banque BHD qui lance une campagne de solidarité,,,.
Manigat participe activement aux rencontres et actions de financement de la reconstruction de certains bâtiments de l’enseignement supérieur, notamment: la rénovation du campus détruit de l’Université Quisqueya, et la construction du Campus Henry Christophe de Limonade pour l’Université d’État d’Haïti, symboles d’un effort commun entre institutions nationales et internationales,.
Au niveau de la reconstruction du capital humain, Aide et Action, en partenariat avec l’Université Quisqueya, le Centre de Formation et de Perfectionnement des Journalistes (CFPJ) de Paris, l’UNESCO, l’Ambassade de France et l’Union européenne, lance en septembre 2010 un programme de master en journalisme à Port-au-Prince. En un an, une centaine de jeunes sont formés au métier de journaliste, afin de devenir des relais critiques des politiques publiques, de diffuser les informations essentielles à la reconstruction et de contribuer à bâtir une démocratie modernisée.
Pour Nesmy Manigat, «grâce au master en journalisme, l’Université Quisqueya, le CFPJ et Aide et Action ont pour ambition d’aider les jeunes Haïtiens à faire partie de la solution de reconstruction. L’existence d’une presse modernisée est nécessaire pour appuyer la jeune génération à bâtir une démocratie nouvelle qu’elle appelle de ses vœux»,,.
Il facilite également la signature d’un important partenariat école-entreprise entre les gouvernements français et haïtien, représentés par leur ministre d'éducation respectif Luc Chatel et Joel Desrosiers, symbolisé par l’inauguration d’un atelier de construction bois et d’un atelier d’électricité au Centre Polyvalent de Formation Professionnelle à Carrefour, résultat de la coopération entre Aide et Action, les ministères haïtien et français de l’Éducation nationale, la Fondation Schneider Electric, l’Université Quisqueya et l’Académie de Guadeloupe,,.
A cette occasion Luc Chatel, ministre de l'éducation nationale, de la France, porte-parole du gouvernement, déclara ;  Grâce à ce partenariat, en effet, nous pourrons créer et accompagner trois centres de formation aux métiers du bois, de l'électricité et du BTP Je remercie d'ailleurs à cette occasion le recteur de Gaudemar, qui s'est beaucoup investi dans la préparation du projet et les membres de l'ONG Aide et Action, qui nous apporteront tout leur savoir-faire dans cette belle initiative>. L’accord a aussi permis de travailler avec l’académie pour actualiser le curriculum de l’Institut National de Formation Profesionnelle (INFP).

## Ministère de l'Éducation nationale et de la Formation professionnelle: Pour une transformation curriculaire ambitieuse et endogène
Nesmy Manigat défend une vision d’une éducation ambitieuse et ancrée dans la réalité haïtienne. Il justifie l’adoption d’un curriculum endogène visant à doter les élèves de compétences directement utiles au développement d’Haïti. À la 42e Conférence générale de l’UNESCO, il déclare à la tribune: Ces réformes, visant à préparer une nouvelle génération de citoyens plus engagée, maîtrisant mieux leur histoire et les besoins d’Haïti. Grâce à ce curriculum endogène et une plus grande culture scientifique et technologique, arriverons-nous peut-être à réduire la fuite de la main d’œuvre et des cerveaux, véritable pandémie qui frappe mon pays, comme tant d’autres,
Cette orientation se traduit par l’utilisation de supports didactiques et de méthodes pédagogiques enracinés dans le contexte national, tout en intégrant les enjeux contemporains du XXIe siècle (2). Parmi les décisions illustrant cette démarche figurent la généralisation du nouveau secondaire qui rend l’enseignement du créole haïtien obligatoire jusqu’au baccalauréat (3), l’introduction du livre unique en créole haitien supportée par une décision ministérielle de financer exclusivement les matériels didactiques en créole haïtien pour les 4 premières années de l'école fondamentale (4), la valorisation de la cantine scolaire à partir de produits locaux (5), ainsi que la promotion des lycées techniques agricoles,.

### Nouvelles matières obligatoires et nouvelle approche pédagogique
Lors de ses mandats à la tête du ministère de l'Éducation nationale et de la Formation professionnelle (MENFP), Nesmy Manigat a introduit de nouvelles disciplines obligatoires et le déploiement progressif de l’Approche par compétences (APC) dans les programmes d’enseignement.

### Nouvelles disciplines au niveau fondamental et secondaire
Par arrêté ministériel, plusieurs matières ont été rendues obligatoires. Il s’agit notamment de:
- L’éducation à la citoyenneté: une discipline visant à former des citoyens responsables, conscients de leurs droits et devoirs, et capables de participer activement à la vie démocratique du pays.

- L’éducation esthétique et artistique: intégrant la musique, les arts visuels, la danse et le théâtre, cette matière vise à stimuler la créativité, le sens critique et l’expression de soi dès le plus jeune âge.

- L’éducation physique et sportive: formalisée dans les curricula afin de promouvoir la santé, la discipline personnelle et le travail d’équipe, tout en répondant à des objectifs de développement psychomoteur.

- L’éducation à la technologie et aux activités productives: une innovation pédagogique qui introduit les élèves aux outils technologiques de base et à des activités concrètes de production (agriculture, artisanat, etc.), en lien avec leur environnement et les réalités locales.

- L’économie: pensée pour initier les élèves aux notions fondamentales d’économie, de gestion, d’entrepreneuriat et de développement durable, dans le but de mieux les préparer à la vie active.

- Le créole haïtien (kreyòl ayisyen): désormais intégré à part entière dans le curriculum secondaire, cette matière vise à renforcer la maîtrise de la langue maternelle des élèves, conformément à la Constitution de 1987 et à une vision multilingue de l’éducation[55],[56],[57].

### Généralisation de l’Approche par compétence (APC)
Ces réformes s'inscrivent dans un mouvement plus large de transformation pédagogique porté par l’Approche par compétence, officiellement adoptée comme cadre méthodologique pour tous les cycles. L'APC vise à dépasser une logique d'accumulation de connaissances au profit du développement de compétences mobilisables dans des contextes variés.
Cette transformation pédagogique s’est accompagnée de la révision des curricula, de la production de nouveaux manuels adaptés (dont le «Livre unique» pour le fondamental), ainsi que de programmes de formation continue pour les enseignants,.
Dans le suivi du lancement et de la mise en place de l’ONAPE en 2015, le ministre Manigat a mobilisé divers patenaires nationaux pour le virage vers le curriculum endogène, en particulier les fédérations sportives, FHF, de volleyball, de basketball, des acteurs culturels et l'Association Haïtienne de Psychologie etc.,,,

## Le livre unique en créole haïtien, comme base du multilinguisme
Dans le cadre de ses réformes éducatives à caractère endogène, le ministre Nesmy Manigat a introduit le livre unique en créole haïtien  dans l’enseignement fondamental en Haïti. Cette initiative vise à renforcer l’apprentissage des élèves dans leur langue maternelle tout en favorisant la simplification dans l’accès aux ressources pédagogiques. ll est donc conçu comme un outil d'équité et d’inclusion, en réduisant les barrières linguistiques dès les premières années de scolarisation, tout en préparant progressivement et très tôt les élèves à l'apprentissage à d'autres langues, (français, anglais, espagnol) dans une logique de multilinguisme.
Le livre unique regroupe les principales disciplines scolaires, le plus souvent dans un seul volume, adapté au contexte culturel haïtien. Il s’inscrit dans une vision d’école centrée sur la langue des enfants, conformément aux recommandations des chercheurs en éducation et aux engagements internationaux pour une éducation inclusive et de qualité.
Le livre unique permet également de réduire la charge financière des familles  et de garantir une certaine uniformité dans les contenus enseignés à travers le pays. Au-delà de sa dimension pédagogique, il représente une affirmation de la place du créole haïtien comme langue d’enseignement jusqu'au baccalauréat, et un pas important vers la valorisation de l’identité linguistique et culturelle nationale.
Toutefois, ce projet a créé certaines crispations, voire, controverses avec l'ambassade de France en Haïti, qui a rappelé dans une lettre que la coopération reste attachée au bilinguisme, au moment ou le ministère prend un virage vers  le multilinguisme , tout en décidant de ne financer que des matériels didactiques exclusivement en créole haïtien pour les quatre premières années de l'école,. Cette lettre a été vu comme une ingérence au ministère de l'éducation nationale.
Des étudiants du programme Centre de Formation pour l'École Fondamentale «CFEF» et autres enseignants apportent leur plein soutien au projet de la séparation de l’école fondamentale avec cellle du secondaire et le lancement du «Liv Inik» dans une lettre publique adressée au ministre Manigat.

## Fin du Certificat d’études primaires et mise en œuvre des évaluations nationales
Lors de son premier mandat en 2014, le ministre Nesmy Manigat a mis en œuvre l’une des recommandations clés de la Commission présidentielle du Groupe de Travail sur l’Éducation et la Formation (GTEF) créée en 2009, visant à réformer le système d’évaluation des apprentissages. Cette réforme a conduit à la suppression du Certificat d’études primaires (CEP), un examen d’État marquant traditionnellement la fin de la 6e année fondamentale.
Le GTEF recommandait notamment de revoir les modalités d’évaluation des élèves en encourageant une approche formative à l’échelle des établissements scolaires, de confirmer la promotion automatique entre la 1re et la 2e année ainsi qu’entre la 3e et la 4e année du fondamental, et de supprimer l’examen national de la 6e année.
La suppression du CEP avait déjà été amorcée par le ministre Joseph C. Bernard, qui avait institué un examen de fin de scolarité obligatoire après neuf années d’études, au lieu de six. Dans cette continuité, à partir de 2015, le ministère a introduit des évaluations nationales à visée diagnostique, dont la première a été administrée en 4e année fondamentale. Ces évaluations ont été poursuivies en 2016 et 2017.
L’objectif de ces évaluations est de mesurer les compétences fondamentales des élèves en créole, en français et en mathématiques. Elles permettent de mieux identifier les lacunes du système éducatif et d’orienter les politiques publiques de manière plus ciblée et efficace.
En 2022, une évaluation nationale a été organisée pour les élèves de la 6e année fondamentale, officialisant la fin du CEP. Elle a concerné 56 784 élèves issus de 1 562 écoles publiques et 80 écoles privées. Les résultats ont mis en évidence des faiblesses importantes, avec des moyennes de 48,2 en créole, 30,7 en français et 25,8 en mathématiques,,.
Cette réforme s’inscrit dans une volonté de modernisation du système éducatif haïtien, en s’alignant sur les standards internationaux et en privilégiant une approche formative de l’évaluation. Elle vise également à renforcer la transparence, la qualité et l’efficacité du système éducatif à travers une utilisation stratégique des données pour appuyer les réformes et orienter les investissements.
Désormais, le seul examen officiel de fin de cycle de la scolarité obligatoire. est l'examen de la neuvième année fondamentale.

## Le pari du nouveau secondaire (Secondaire rénové)
Dans le sillon de la réforme de Joseph C Bernard, ministre de l’Éducation nationale (1979-1982) Nesmy Manigat qui dit aussi s’inspirer des travaux du ministre Maurice Dartigue (1941-1945) a pris la décision en 2015 de rénover et généraliser graduellement les programmes du Nouveau Secondaire reconnaissant que tout n’était pas au point,,.
Contrairement au baccalauréat classique, focalisé sur des savoirs hérités du modèle français, le baccalauréat unique du Nouveau Secondaire s’affiche comme une réponse endogène, c’est-à-dire enracinée dans les besoins spécifiques du pays, tout en restant résolument tourné vers les standards internationaux.
Quant à la décision d’éliminer les examens du baccalauréat première (classe de rhétorique) partie pour ne garder que le baccalauréat deuxième partie, d’où l’appellation baccalauréat unique, elle fut également une des fortes recommandations du rapport de la Commission présidentielle du Groupe de Travail sur l’Éducation et la Formation (GTEF) en 2009, produit avec la participation d’anciens premiers ministres et de ministres d’éducation.

En effet la 12ème recommandation du GTEF stipule: Dispenser au niveau du secondaire un enseignement général d'une durée de 4 ans, avec des programmes rénovés faisant suite au socle commun de connaissances et de compétences établi pour la scolarité obligatoire au Fondamental et sanctionné par un seul examen d'État de fin d'études secondaires (et, par voie de conséquence, la suppression du baccalauréat première partie .

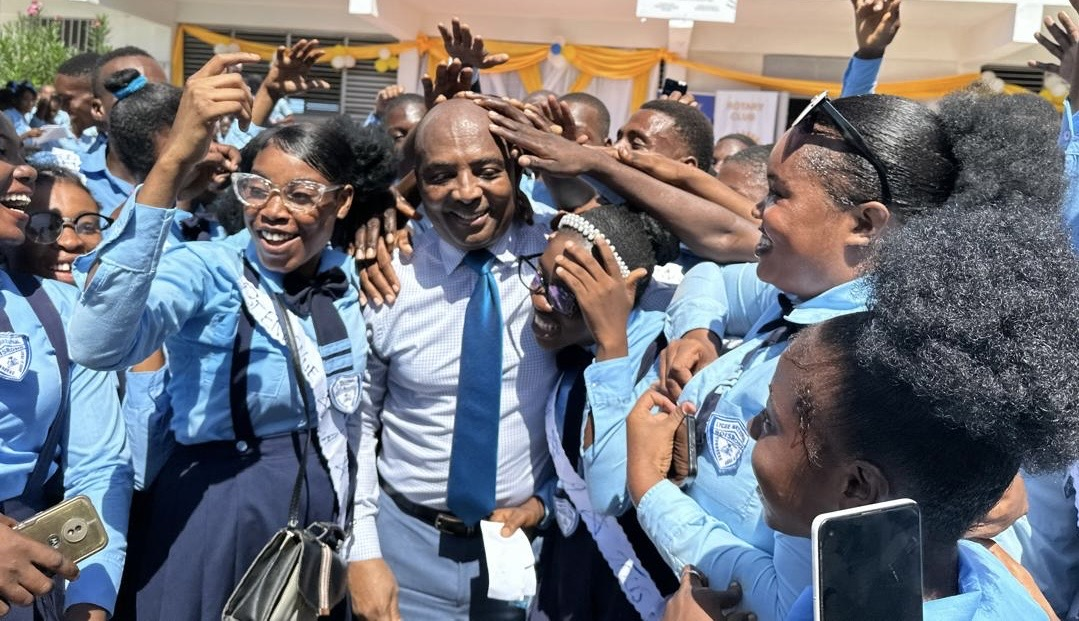
Nesmy manigat en visite au lycée Boisrond Tonnerre à Anse-à-Veau rénové avec les élèves du nouveau secondaire.

Cette décision est d’abord le prolongement de l’annonce des 12 mesures prises en 2014 , en particulier celle relative à la séparation des infrastructures et de l’encadrement pédagogique et administrative de l’école fondamentale de neuf années de l’école secondaire de 4 années, Ensuite, le Nouveau Secondaire introduit de nouvelles séries, dans les domaines scientifique (Science de la Vie et de la Terre), Science Mathématique et Physique, littéraire (Lettres Langues Arts), socio-économique (Sciences Économiques et Sociales), tout en ouvrant la voie, vers l’option additionnelle du baccalauréat technologique dédiée aux métiers. Cette approche contraste avec les traditionnelles sections A, B, C, D du baccalauréat traditionnel,
Ainsi, de nouvelles matières ont été intégrées dans le tronc commun pour enrichir les compétences des jeunes, notamment l’Éducation à la citoyenneté, l’économie et le créole haïtien. Ces ajouts visent à offrir également des compétences de vie aux élèves, afin qu’ils soient mieux préparés aux défis économiques, sociaux et technologiques du pays.
Depuis son déploiement progressif, la réforme touche plusieurs centaines de milliers de jeunes haïtiens. En 2024, 120 000 élèves haïtiens se sont inscrits pour participer à la grande épreuve nationale du baccalauréat unique du nouveau secondaire, marquant un point de non-retour dans la mise en œuvre de cette réforme.  Selon les données du ministère de l’éducation, plus de 700 000 élèves ont subi les nouveaux examens de ce secondaire rénové entre 2016 et 2024.
A travers cette réforme, le MENFP cherche à améliorer la qualité des apprentissages en dépassant le modèle purement académique, réduire le décrochage scolaire en rendant l’école plus attractive et pertinente pour les jeunes et augmenter le taux d'achèvement au secondaire sur l'ensemble de la scolarité, est aujourd’hui autour de 10% seulement, ce qui représente un gaspillage énorme de capital humain .  Il s’agit aussi, selon le ministre Manigat de  Préparer une jeunesse outillée pour un pays confronté à une longue transition démographique sans encore disposer des moyens pour récolter pleinement les dividendes de cette véritable transition invisible,
Dans le cadre de cette réforme, plusieurs infrastructures éducatives ont été développées pour soutenir les nouvelles orientations pédagogiques de l’option du baccalauréat technologique, en particulier le lycée Joseph C. Bernard, inauguré à Port-au-Prince en 2023  qui en plus du baccalauréat d’enseignement général a également  l’ambition de former des jeunes dans le domaine de la technologie et du numérique , le lycée technique agricole inauguré à Petit-Trou-de-Nippes en 2023  et celui de Cance aux Cayes visant à former des jeunes dans les domaines de l’agriculture, de la pêche, de l’élevage et de l’horticulture '.
Le 12 décembre 2023,  le gouvernement signa une convention de financement de 18 millions d’euros pour l'éducation avec l'Union Européenne avec une composante de formation technique et professionnelle. Nesmy Manigat annonca à l’occasion que le MENFP avancera avec le projet de création de lycées techniques dans le Nord-est dont le financement du lycée technique agricole René Théodore  de Ouanaminthe.

## Transformation numérique du MENFP

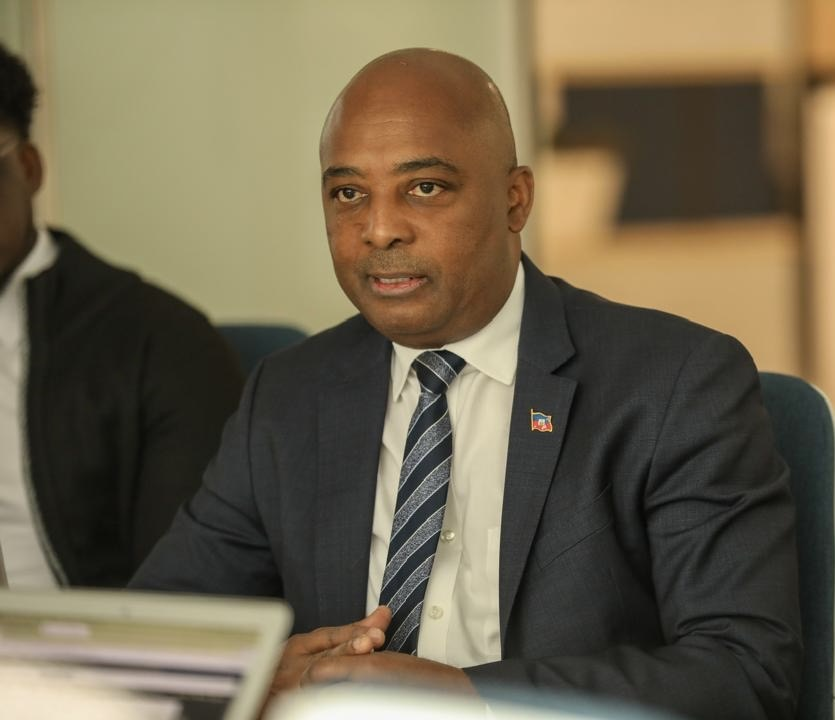
Nesmy Manigat, né au Cap-Haïtien (Haïti), est un économiste, technocrate et expert en éducation haïtien. Il occupe à deux reprises le poste de ministre de l’Éducation nationale et de la Formation professionnelle (MENFP) en Haïti, de 2014 à 2016, puis de 2021 à 2024'.Il est également engagé dans des instances internationales, notamment au sein du Partenariat mondial pour l’éducation Global Partnership for Education.

Le virage numérique du ministère de l’Éducation nationale et de la Formation professionnelle (MENFP) a démarré en juin 2015, sous l’impulsion de Nesmy Manigat, avec le développement d'une application mobile et web destinée à aider les élèves à réviser les cours sur des tablettes numériques distribuées dans certaines écoles publiques, en préparation aux examens du baccalauréat. dynamique, une autre application mise en service en août 2015 a permis aux élèves du baccalauréat de consulter en ligne leurs résultats d’examen final.
Cette initiative fut également saluée à l'international, notamment dans un article paru à la une du Miami Herald dans lequel Manigat déclarait: «Nous ne pouvons pas faire marche arrière. Notre système éducatif actuel est totalement obsolète. Il engendre chômage et exclusion» «From uniforms to apps, transforming Haiti education, one reform at a time», Miami Herald, 13 août 2015.
En janvier 2016, le MENFP crée l’Unité de Système d’Information (USI), chargée du développement et de la gestion du Système d’Information de Gestion de l’Éducation (SIGE). De retour à la tête du ministère en 2021, Manigat relance l’ambition de modernisation numérique avec l’accélération du processus de dématérialisation des données scolaires. En 2022, la plateforme nationale mise en ligne par l’USI recense les données relatives aux écoles, aux enseignants et aux élèves. Chaque élève se voit désormais attribuer un Numéro d’Identification Scolaire Unique (NISU) , qui le suivra tout au long de son parcours académique,.
Ce virage devient un tournant dans la mise en œuvre de la nouvelle politique d’accréditation des écoles en collaboration avec le Bureau national des examens d'État (BUNEXE), les inscriptions aux examens officiels sont désormais effectuées en ligne par les directions d’établissement et depuis 2023, les bacheliers peuvent obtenir leur diplôme en ligne en format numérique,,. Cette réforme s'est accompagnée de la fermeture du principal bureau chargé de délivrer relevés de notes et diplômes, suscitant certaines tensions, notamment de la part d’intermédiaires affectés par la fin des pratiques informelles liées à ces services,.

## Wikipédia,SIGE,BUNEXE,UTICE: des plateformes numériques au service des usagers.
Sous les mandats de Nesmy Manigat à la tête du ministère de l’Éducation nationale et de la Formation professionnelle (MENFP), plusieurs initiatives ont été lancées et ou renforcées pour intégrer les technologies numériques au cœur du système éducatif haïtien, avec l’objectif affiché d’améliorer le service aux usagers à travers l’accès à l’information et le renforcement de la transparence dans le secteur .
Parmi ces initiatives, un projet de contribution à la plateforme Wikipédia en créole haïtien a été lancé, dans l’esprit de promouvoir le multilinguisme, l’accès libre au savoir en vue d’améliorer la relation usager ministère,. Le projet envisageait également une large diffusion et de façon conviviale des savoirs et des politiques éducatives en créole haïtien dans le but également de contribuer à une administration plus ouverte, plus proche de la communauté éducative.
Malgré sa portée symbolique et la visibilité qu’il a suscitée au sein de la communauté éducative, ce projet de traduction et de vulgarisation de contenus encyclopédiques n’a pas connu de développement, notamment en raison d’un manque de ressources spécialisées et de contributions durables et de certaines résistances lors du lancement de l’idée en 2015.
C’est néanmoins avec le Système d’Information de Gestion de l’Éducation (SIGE) et la plateforme du Bureau National des Examens d’Etat (BUNEXE) que la transition numérique a été la plus concrète et la plus structurante. Lancé en 2016, comme un outil central de pilotage du système éducatif haïtien, le SIGE a permis une collecte massive et actualisée des données scolaires. Il a contribué à moderniser la gestion administrative, à renforcer l’archivage, à protéger les données des usagers et à fluidifier les services rendus aux citoyens. Le système a aussi introduit un Numéro d’Identification Scolaire Unique (NISU), attribué à chaque élève pour garantir le suivi de son parcours éducatif de manière individualisée et sécurisée. Grâce à la plateforme du BUNEXE, il est désormais possible d’obtenir en ligne les relevés de notes, certificats, diplômes légalisés ainsi que les permis d’enseigner pour les personnels éducatifs,,.
En juin 2025, le SIGE recensait 19 516 écoles enregistrées, 2 977 751 élèves disposant d’un NISU, et 101 563 enseignants répertoriés au niveau national tandis que le BUNEXE avait généré plus de 700 000 documents.  Ces avancées ont non seulement permis une meilleure planification éducative, mais aussi faciliter la gestion des examens, le recrutement en ligne des surveillants d'épreuves du baccalauréat, la supervision des performances scolaires par les directions départementales et le niveau central ainsi que la délivrance des documents aux usagers,,.
En complément des initiatives numériques telles que le SIGE et les projets autour du livre unique numérique, Nesmy Manigat a soutenu le développement de la plateforme UTICE (Utilisation des Technologies de l'Information et de la Communication en Éducation), lancée en collaboration avec Réseau Canopé. Cette plateforme  constitue un espace de formation et de ressources pédagogiques pour les enseignants haïtiens, en particulier en contexte de crise
UTICE a permis la mise à disposition gratuite de modules de formation continue à distance, adaptés aux réalités du terrain haïtien, notamment pour les enseignants du fondamental et du secondaire. Elle a aussi joué un rôle dans la résilience éducative face à l’insécurité et aux catastrophes naturelles, en facilitant l’accès à des contenus éducatifs standardisés en ligne. UTICE  a également facilité le recrutement et la gestion en ligne des personnels des examens d'état, en période de crise.
Ce virage numérique s’inscrit dans une vision à long terme défendue par Nesmy Manigat, qui plaide pour un agenda numérique éducatif à l’échelle nationale. Selon lui, l’éducation doit s’adapter aux réalités contemporaines, notamment en matière de connectivité, d’accès à l’information.

## Politique et Stratégie Nationale d'Alimentation Scolaire

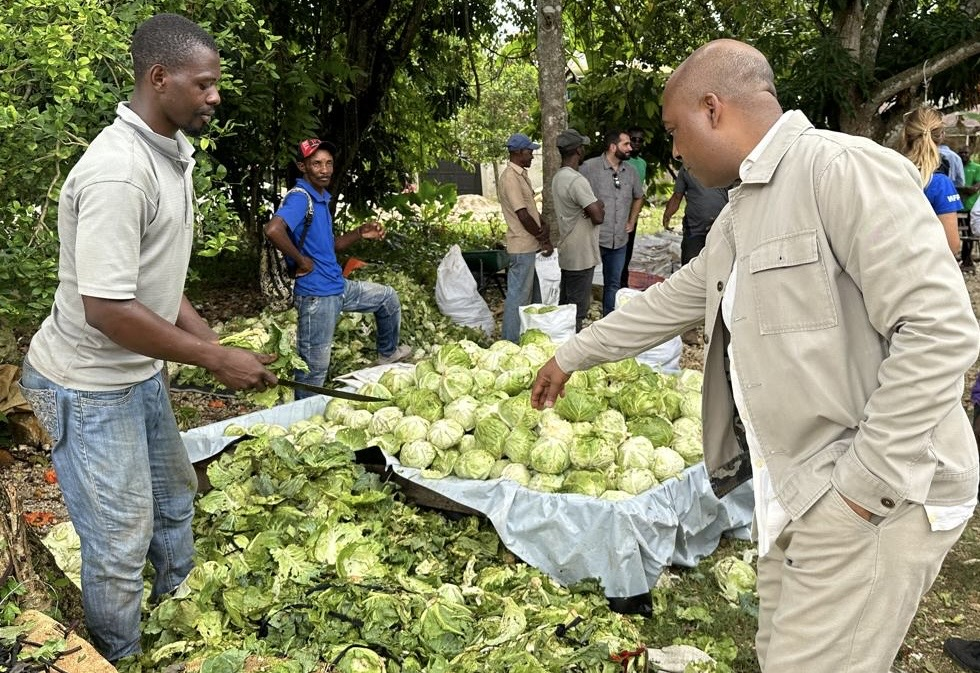
Nesmy Manigat, visite de terrain dans les Nippes en compagnie du PAM et de la BID autour de l'approvisionnement en produits locaux pour les cantines scolaires

En 2015, Nesmy Manigat, alors ministre de l'Éducation nationale et de la Formation professionnelle (MENFP), élabore en associant le Ministère de l’Agriculture et celui de la Santé la toute première Politique et Stratégie Nationale d'Alimentation Scolaire (PSNAS) qui institutionalise l’alimentation scolaire parmi les priorités nationales dans le cadre des réformes éducatives en Haïti avec comme objectif d’atteindre 100% d’achats alimentaires locaux d’ici 2030.
La politique est orientée autour de 3 grands axes d’interventions stratégiques: La prestation de services alimentaires de qualité dans les écoles (snack et repas chaud), le soutien à l’économie locale et la production d’aliments locaux en exigeant que ces derniers entrent de façon quasi-exclusive dans le panier des aliments fournis dans les écoles,.
Depuis l’élaboration et la mise en œuvre de la PSNAS en 2015-2016, le pourcentage des produits locaux dans la cantine scolaire est passé de 1% à 50% en 2023 pour le Programme Alimentaire Mondial (PAM) qui s’approvisionne auprès des producteurs locaux pour alimenter les écoles desservies,

## Décisions autour du développement personnel et professionnel des enseignants
Durant ses mandats à la tête du Ministère de l’Éducation nationale et de la Formation professionnelle (MENFP), Nesmy Manigat a initié et mis en œuvre des actions en relation avec le développement personnel et professionnel des enseignants en Haïti

### Élaboration d'une grille salariale et ajustements salariaux
En 2014, Nesmy Manigat introduit une nouvelle grille salariale pour les enseignants du secteur public, visant à valoriser le métier d'enseignant et à permettre une progression de carrière basée sur la qualification, la compétence et l'ancienneté. Cette grille qui n’a jamais pu être opérationnalisé au niveau du Gouvernement, prévoyait des salaires allant de 13 000 à 52 000 gourdes, selon le niveau d'études et les années d'expérience.
Par ailleurs, un ajustement salarial est effectif en 2014, avec une augmentation de 30 à 60% sur le salaire de base des enseignants, dans le but de revaloriser leur rémunération et de répondre aux revendications syndicales.
En 2022, un nouvel ajustement salarial a été mis en œuvre, dans le cadre du budget 2021-2022, visant à améliorer les conditions de vie des enseignants et à renforcer leur engagement dans la réforme éducative nationale.

### Référentiel national de compétences professionnelles des enseignants
En 2023, le MENFP a adopté un arrêté ministériel établissant un référentiel national de compétences professionnelles des enseignants, structuré autour de 16 compétences clés. Ce référentiel vise à professionnaliser et protéger le métier d’enseignant, tout en renforçant les critères d’entrée et de maintien dans la profession. ICI Haiti .

### Permis d’enseigner pour protéger et professionnaliser le métier
Dans le cadre des 12 mesures de modernisation scolaire initiées en 2014, Nesmy Manigat a introduit le Permis provisoire d’enseigner (PPE), obligatoire pour tout enseignant du préscolaire, du fondamental, du secondaire et du professionnel. Ce permis, valable pour une durée de deux ans, visait à régulariser la situation des enseignants et à assurer une meilleure qualité de l'enseignement,

### Programmes de formation des enseignants
Sous l'impulsion de Nesmy Manigat, le MENFP a lancé plusieurs programmes de formation continue et initiale pour des enseignants et directeurs d’école, incluant des modules sur les technologies de l'information et de la communication (TIC), et, plus récemment, sur l'intelligence artificielle, dans un souci d'adaptation aux défis du XXIe siècle,,,.  En 2014, tous les directeurs de lycées avaient reçu une formation intensive avec un laptpop. Lors de son second mandat, il signe une décision ministérielle sur l’organisation des formations pour les enseignants: Cette décision fournit des orientations claires et des critères précis sur la manière dont les formations pour les enseignants doivent être organisées,,

### Recrutement prioritaire de jeunes enseignants
Sous son administration, le recrutement de jeunes enseignants, notamment pour les nouvelles matières du curriculum a été privilégié, conformément à la dixième des douze mesures stipulant: ”Après une année de stage, les diplômés des Écoles normales supérieures (ENS), Écoles normales d’instituteurs (ENI), des centres de Formation initiale accélérée (FIA), du Centre de formation pour l’école fondamentale (CFEF) et des institutions spécialisées en sciences de l'éducation ont la priorité lors de tout nouveau recrutement d’enseignants”,.

## Gestion de crise  et création de la police communautaire (EDUPOL) en période d’urgence scolaire

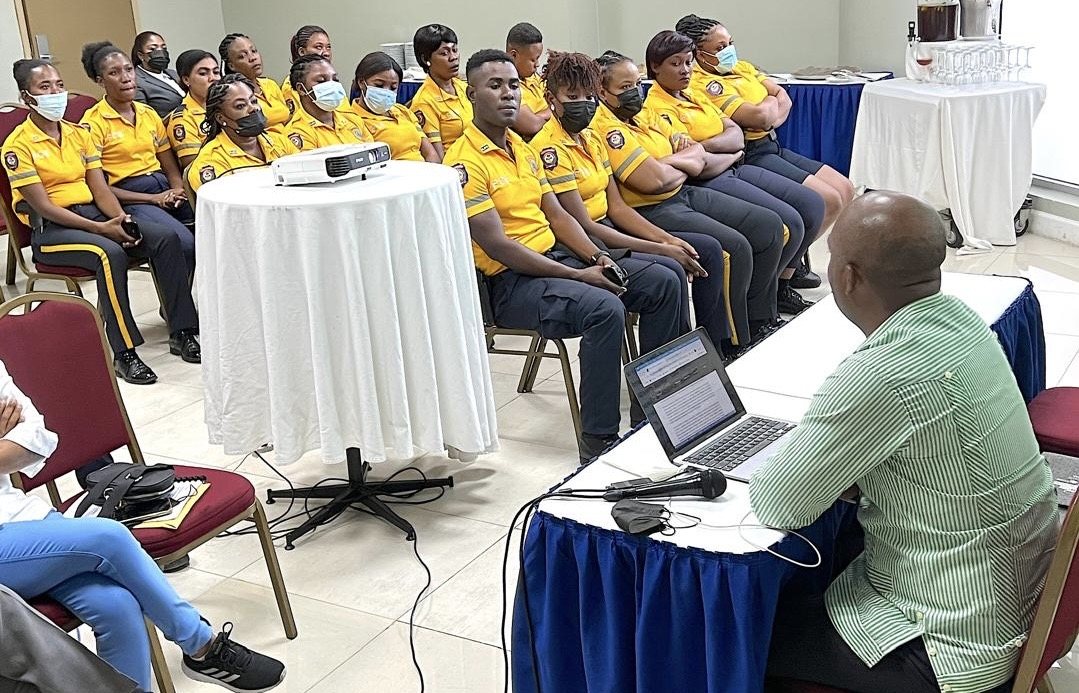
Le ministre Manigat présentant une conférence à des policier (e) s d'EDUPOL dans le cadre de leur formation continue le 8 mars 2022.

En réponse à la montée de la violence dans les établissements scolaires haïtiens, Nesmy Manigat crée en 2014 une unité de police communautaire éducative baptisée EDUPOL (Éducation Police), en collaboration avec la Police nationale d’Haïti (PNH). Également formée pour intervenir dans les milieux scolaires sensibles et en période de crise, EDUPOL est chargée de prévenir et de réduire les actes de violence entre élèves, tout en assurant un encadrement de proximité auprès des jeunes.
EDUPOL a notamment permis d’enrayer les affrontements récurrents dans plusieurs lycées publics et collèges de la zone métropolitaine de Port-au-Prince. Son action a été essentielle pour la réouverture d’écoles publiques situées dans des quartiers classés comme zones de non-droit notamment Cité Soleil, La Saline et Martissant  après plusieurs années de fermeture due à l’insécurité,.
Malgré l’intensification de la crise sécuritaire entre 2021 et 2024, marquée par la prolifération des gangs armés et le déplacement de milliers de familles, le ministère a pu garantir la continuité du service éducatif en Haïti pendant trois années scolaires consécutives. Cela a été rendu possible notamment grâce à la numérisation de fonctions critiques du ministère  telles que les inscriptions aux examens officiels et le recrutement du personnel temporaire  permettant d’assurer la tenue des examens en dépit des menaces'.
En octobre 2022, la vice-secrétaire générale des Nations unies, Amina Mohammed, a visité une école de La Saline restée fermée pendant trois ans, en compagnie du ministre, de parents et d’élèves, témoignant de la continuité éducative rendue possible malgré les violences persistantes,. Par ailleurs, EDUPOL a également été active dans l’organisation d’activités éducatives et culturelles, telles que le concours Génie Interscolaire, visant à renforcer la cohésion sociale entre les élèves et à promouvoir des comportements non violents.
Dans le cadre d’une stratégie nationale visant à améliorer le bien-être psychosocial des élèves, des enseignants et des familles, le MENFP a intensifié ses partenariats institutionnels pour appuyer la mission confiée à l’EDUPOL (la Police Communautaire Éducative) Une avancée majeure a été réalisée en mars 2023, lorsque le ministre de l’Éducation nationale, Nesmy Manigat, a signé un protocole d’entente avec l’Association Haïtienne de Psychologie (AHPsy).
Ce partenariat inédit vise à structurer un service public d’accompagnement psychologique au bénéfice de toute la communauté éducative haïtienne, particulièrement dans les zones touchées par la violence armée, les déplacements forcés ou les traumatismes collectifs. Il permet de déployer des psychologues sur le terrain, d’offrir des séances de soutien psychosocial dans les écoles et d’orienter les cas les plus graves vers des services spécialisés,.
Cet appui ne se limite pas à des interventions ponctuelles : il comprend également un programme de formation continue destiné aux agents d’EDUPOL, aux psychologues scolaires et aux autres professionnels de l’éducation. Ce renforcement assuré en partie par des experts des agences onusiennes, notamment l’UNICEF, permettent de renforcer les compétences locales en matière de prise en charge des traumatismes, de prévention des violences basées sur le genre,et de création de milieux scolaires plus sûrs et inclusifs. En 2024, 100 agents de la Police Communautaire Éducative (EDUPOL) ont été formés sur la sécurité scolaire et le soutien psychosocial aux enfants et familles vivant dans des zones marquées par la violence armée,,.

## Mobilisation de partenariats internationaux pour l’éducation
Depuis ses fonctions ministérielles jusqu’à ses engagements sur la scène internationale, Nesmy Manigat s’est imposé comme une voix influente du plaidoyer en faveur de l’éducation en contexte de crise. Conscient que les conflits armés, les catastrophes naturelles et les urgences sanitaires affectent en priorité les enfants et les jeunes, il a su mobiliser des alliances stratégiques pour défendre le droit fondamental à l’éducation, notamment pour les populations les plus vulnérables.

### Mobilisation institutionnelle
À l’occasion de la 42e Conférence générale de l’UNESCO en 2023, Nesmy Manigat est intervenu au nom des treize pays membres du noyau du Groupe d’Amis pour l’Éducation en situation d’urgence, réaffirmant l’urgence d’une réponse collective face aux crises,. Cette initiative, cofondée par Haïti et la Suisse au sein UNESCO en juillet 2023, vise à renforcer un réseau international engagé pour l’accès à une éducation de qualité, y compris en période d’instabilité. Dans son allocution, il a souligné que l’éducation constitue un rempart essentiel contre l’effondrement social et que le manque de financement ne peut justifier l’inaction face à cet impératif universel,.

### Plaidoyers internationaux
Nesmy Manigat s’est également illustré dans des enceintes internationales de premier plan. Aux Journées européennes du développement (EDD) qui rassemblent plus de 5 000 participants de 140 pays  il a participé  plus fois notamment en 2015 à un panel de haut niveau en compagnie de S.M. la Reine Mathilde de Belgique, consacré au respect du droit à l’éducation qualité en contexte d’urgence.
Il a également pris la parole au Center for Strategic and International Studies (CSIS) à Washington, soulignant la nécessité d’un lien renforcé entre éducation, sécurité et développement économique. À travers ses interventions, notamment dans le cadre du Partenariat mondial pour l’éducation (GPE), il plaide avec force pour la protection de l’éducation contre les attaques, qu’il qualifie de devoir moral et stratégique pour la stabilité des nations.

### Mobilisation de financements
Sous son impulsion, Haïti a consolidé ses partenariats financiers, notamment avec le Partenariat mondial pour l'éducation (GPE), malgré un contexte marqué par des crises multidimensionnelles. Il a initié la création du groupe local des partenaires de l’éducation, en lien avec l’Office National pour l’Éducation (ONAPE) et le GPE, dont il a présidé le Comité de gouvernance pendant plus de trois ans.
Ce processus  a permis à Haïti d’élaborer et de déboucher sur un pacte de partenariat facilitant la mobilisation de financements auprès du GPE, de la Banque interaméricaine de développement (BID), du Qatar et du Programme alimentaire mondial (PAM), notamment pour le programme de cantines scolaires dans un contexte de crise alimentaire aiguë. En collaboration avec la Banque mondiale, l’UNICEF, Education Cannot Wait (ECW) et d’autres partenaires, ces efforts ont contribué au maintien des services éducatifs essentiels, y compris dans les zones les plus touchées,,,.

## Rationalisation, audit interne et externe du programme de scolarisation universelle gratuite et obligatoire
En 2014, Nesmy Manigat a initié des changements significatifs au niveau du Programme de scolarisation universelle gratuite et obligatoire (PSUGO). Dans le cadre des 12 mesures adoptées sous son mandat, l’article 7 de l’arreté présidentiel du 17 septembre 2014 stipule que, à partir de l’année scolaire 2014-2015, seules les écoles publiques seraient autorisées à accueillir la nouvelle cohorte d’élèves en première année fondamentale, sauf dérogation formelle du MENFP. Les enfants déjà inscrits dans des écoles non publiques via le PSUGO ont toutefois été autorisés à poursuivre leur scolarité.
Cette réforme du programme visait à renforcer le rôle de l’école publique dans l’offre éducative nationale et à améliorer la transparence du programme. À cette fin, le ministre Manigat sollicita des enquêtes du programme auprès de l’Unité de Lutte Contre la Corruption (ULCC),.
Ces deux décisions pour consacrer le budget uniquement aux écoles publiques et pour créer l’Inspection générale, adossée aux demandes d’enquête de l’ULCC, étaient clairement un constat d’insatisfaction par rapport aux premiers résultats du programme.
Il mobilisa également l’Inspection générale de l’Éducation nationale, organe qu’il créa en 2015 , pour audit interne des établissements bénéficiaires du PSUGO . À la suite de la parution en décembre 2015, du premier rapport de l’Inspection Générale concernant  3,000 écoles situées dans l’Ouest, le ministre Manigat a décidé d’exclure 263 écoles dudit Programme ayant au moins 50% d’effectifs supplémentaires d’élèves non justifiés et de suspendre les paiements pour bon nombre en attendant des justificatifs. Nesmy Manigat refuse de payer pour les élèves fantômes!  titre un journal. Dans certains cas, le ministère a même demandé de fermer des écoles.    

## Plaidoyer et actions pour l’augmentation du financement national de l’éducation
Depuis le début des années 2010, Nesmy Manigat s’est imposé comme l’un des principaux porte-voix du plaidoyer en faveur d’un financement public accru de l’éducation en Haïti. Il soutient que l’État haïtien devrait consacrer au moins 8% du Produit intérieur brut (PIB) à l’éducation, ou a minima 35% du budget national, afin de garantir une éducation de qualité accessible à tous. Il défend également l’inscription de cette norme de financement dans tout projet de réforme constitutionnelle'
En octobre 2015, alors ministre de l’Éducation nationale et de la Formation professionnelle, il organise une campagne nationale autour du document intitulé Pour un pacte national pour une éducation de qualité en Haïti, élaboré par le Groupe de Travail sur l’Éducation et la Formation (GTEF) en 2010. Ce pacte est présenté aux candidats à la présidence, aux partis politiques, à la société civile et au secteur privé. La campagne récolte plus de 10 000 signatures, exprimant une adhésion citoyenne à la proposition de fixer le financement de l’éducation à l’un des deux seuils les plus élevés: 35% du budget national ou 8% du PIB, entre 2016 et 2020.
En mai 2025, dans le cadre du débat national sur une nouvelle Constitution, Nesmy Manigat salue publiquement la proposition d’y inscrire un minimum de 4% du PIB pour l’éducation, tout en rappelant que l’objectif stratégique demeure un seuil de 8%, conformément au pacte initial.

## Adoption et impact de l’uniforme unique dans toutes les écoles publiques
En mars 2015, Haïti adopte une mesure historique: l’instauration d’un uniforme scolaire unique pour tous les élèves des écoles publiques, couvrant à la fois le niveau fondamental et le secondaire. Cette décision est formalisée par un arrêté présidentiel. Un arrêté ministériel fixe les couleurs officielles : pour le fondamental, un corsage ou une chemise à carreaux bleu et blanc accompagné d’un pantalon ou d’une jupe bleu marine ; pour le secondaire, un haut bleu ciel avec le même bas bleu marine. A cette occasion, Nesmy Manigat, déclare que cette disposition s’inscrit dans une vision d’équité sociale et d’unité nationale, visant à réduire les inégalités sociales en uniformisant les tenues, en commençant avec les écoles publiques. La mesure vise à atténuer les distinctions visibles entre élèves de différentes origines socio-économiques fréquentant les écoles publiques nationales, congréganistes, communales etc.
Elle vise aussi le renforcement de la sécurité en contribuant à prévenir les actes de violence en milieu scolaire et faire cesser les bagarres violentes qui éclatent régulièrement parmi les élèves des lycées, et entre les élèves des lycées et des établissements privés du secondaire. Finalement, Nesmy Manigat dit faire le pari de l’allègement des charges financières pour les parents, d’une part  en standardisant les uniformes, les coûts de production et d'achat et d’autre part, en rendant obligatoire le port de l’uniforme aux examens officiels, contrairement à la tradition coûteuse pour les parents d’acheter des habits neufs pour ces examens.
Bien que l'uniforme unique soit obligatoire dans les écoles publiques, les établissements privés conservent la liberté de définir leur propre tenue, mais sont vivement encouragés par le ministère de porter l’uniforme unique officiel. Cependant, la majorité d'entre eux impose également le port d’un uniforme pour des raisons de discipline et d'identité institutionnelle.
Sous la direction de Nesmy Manigat, la décision d’instaurer un uniforme unique dans toutes les écoles publiques d’Haïti ne s’est pas limitée à une simple mesure administrative. Elle s'accompagne d’une vaste campagne d’information et de sensibilisation nationale, mobilisant des figures emblématiques de la scène artistique haïtienne. Des artistes renommés comme BIC, Princess Eud, Emmanuel Charlemagne, K-Libr BelO, Tamara Suffren et Jean-Jean Roosevelt ont prêté leurs voix et leur notoriété pour relayer le message auprès de la population, insistant sur l’importance de l’uniforme unique comme symbole d’égalité, de cohésion sociale et de fierté nationale. Cette approche participative visait non seulement à informer, mais aussi à créer un sentiment d’adhésion collective autour de cette décision.
Depuis la décision ministérielle d’instaurer un uniforme unique dans toutes les écoles publiques d’Haïti, une nette diminution des conflits entre élèves issus d’établissements différents a été constatée. Autrefois, certains lycéens devaient se changer en dehors de leur école afin d’éviter d’être identifiés et pris à partie par des élèves rivaux, les uniformes distincts servant de signe de reconnaissance entre établissements. Cette réforme a contribué à apaiser les tensions, à renforcer le sentiment d’appartenance à un même service public éducatif, et à simplifier la mobilité des élèves, notamment lors des périodes de déplacements internes des populations, fréquentes en Haïti ces dernières années. Elle facilite également l’accueil et l’intégration des élèves transférés d’un établissement public à un autre.

## Lancement du projet 80/20 de bibliothèque scolaire
En décembre 2023, sous l'impulsion du ministre Nesmy Manigat, le Ministère de l'Éducation nationale et de la Formation professionnelle (MENFP) d’Haïti a lancé le projet «Bibliothèque 80/20», une initiative ambitieuse visant à créer et renforcer les bibliothèques et médiathèques scolaires à travers les dix Directions départementales d’éducation (DDE) du pays,
Le projet repose sur un partenariat inédit entre l'État haïtien et huit maisons d’édition locales, concrétisé par un protocole d’accord signé le 14 décembre 2023. Selon cet accord, l'État s'engage à acquérir 80% des ouvrages, tandis que les éditeurs partenaires en offrent 20% en don. La première concrétisation du projet a eu lieu le 19 décembre 2023, à l’occasion du 80ᵉ anniversaire du lycée du Cent cinquantenaire (communément appelé lycée des jeunes filles), où plus de 2 000 livres ont été remis à l’établissement,,.
La phase initiale du projet s’est poursuivie dans plusieurs écoles de la région métropolitaine de Port-au-Prince, notamment à l’Institution Vision Nouvelle (Delmas 33), à l’École nationale République du Guatemala (Pétion-Ville) et au Lycée national de Pétion-Ville. Lors de ces inaugurations, le ministre Manigat a souligné l’importance de la lecture dans le développement des compétences scolaires, déclarant: «La lecture, c’est la première compétence que les enfants doivent maîtriser pour mieux acquérir des connaissances. C’est la raison pour laquelle le ministère a dédié l’année 2024 à la lecture». Il a également salué la contribution des maisons d’édition partenaires et encouragé les élèves à faire de la lecture une habitude quotidienne,.
Ces événements ont rassemblé plusieurs figures intellectuelles et culturelles du pays, parmi lesquelles l’historien Michel Soukar, l’universitaire Marc Exavier et l’auteure Clélie Aupont Mérisca, venus motiver les élèves à s’ouvrir à la littérature, en particulier aux œuvres reflétant la réalité haïtienne. Le projet 80/20 s’inscrit dans un ensemble plus large d’initiatives mises en place par le MENFP pour promouvoir la lecture et améliorer les compétences linguistiques des élèves, notamment les programmes de «15 minutes» de lecture quotidienne dans les écoles publiques.

## Réforme de la formation technique et professionnelle et lancement du baccalauréat technologique
Lors de ses mandats à la tête du Ministère de l'Éducation nationale et de la Formation professionnelle (MENFP), Nesmy Manigat a été l’un des artisans d’une refondation de la formation technique et professionnelle en Haïti. Porteur du dossier du premier projet de loi haïtien sur la formation technique et professionnelle adopté en Conseil des Ministres le 23 juillet 2014, il fait le dépôt au Parlement le 3 septembre 2014 par courrier officiel sollicitant le bénéfice de l'urgence.
Ce projet de loi portant réorganisation et modernisation de la formation technique et professionnelle avait pour objectif de créer un cadre institutionnel et normatif cohérent, en lien avec les besoins du marché du travail national et régional. Ce projet est repris par ses successeurs et sera débattu, finalisé, voté par le Parlement et publié dans le journal officiel le 21 mai 2018.
Dans la foulée, une série d'initiatives majeures est lancée, notamment la réforme de l’Institut national de la formation professionnelle (INFP), le projet Compétences pour l’emploi des jeunes (financé par l’Union européenne), ainsi que la reconnaissance officielle de plus de 130 établissements professionnels. Ces actions visent à positionner la formation professionnelle comme une filière de valorisation sociale et économique, plutôt que comme une voie de relégation.
Sous son impulsion, le MENFP développe également un nouveau baccalauréat technologique, orienté vers les métiers et compétences professionnelles, avec le soutien de l’Office national des examens (ONAPE). Ce baccalauréat représente une alternative à la filière classique, intégrant des compétences pratiques dans les domaines techniques, agricoles ou industriels.
À partir de 2022, plusieurs établissements techniques publics sont construits ou rénovés, marquant une étape importante dans le déploiement de cette vision. On peut citer l'inauguration du Lycée technique et professionnel Joseph C. Bernard à Frères, Pétion-Ville, du Lycée technique agricole de Petit-Trou-de-Nippes, ou encore le Lycée Technique Agricole de Kans-Cance, aux Cayes. Ces infrastructures visent à doter le pays d’un réseau d’écoles publiques orientées vers l’enseignement professionnel et agricole,'.
Ces réformes s’inscrivent dans une volonté plus large de réduction des inégalités d’accès à l’emploi, de modernisation de l’offre éducative, et de réponse aux défis de la jeunesse haïtienne en quête de formation qualifiante, selon les différentes interventions du ministre Manigat.

## Régulation de l’enseignement supérieur et reconnaissance des diplômes
Durant ses mandats au Ministère de l’Éducation nationale et de la Formation professionnelle (MENFP), également en charge de l’Enseignement Supérieur, Nesmy Manigat a engagé une série de transformation destinée à moderniser et réguler le système d’enseignement supérieur en Haïti, dans un souci de qualité, de reconnaissance académique et de gouvernance publique renforcée'.
En 2014, il a soumis et présenté l’exposé des motifs au Parlement haïtien de trois projets de loi, dont un texte fondamental portant sur l’organisation, le fonctionnement et la modernisation de l’enseignement supérieur. Ce projet présenté et approuvé en Conseil des ministres, visait à doter le pays d’un cadre légal actualisé pour encadrer les Institutions d’Enseignement Supérieur au-delà de l’Université d’État d’Haïti (UEH), renforcer leur autonomie et leur reddition de comptes, ainsi que faciliter l’harmonisation avec les standards internationaux,.
Il convient de rappeler qu’à ce moment-là, le texte légal en vigueur au sujet de l’enseignement supérieur datait du 16 décembre 1960 mis en place par le gouvernement de François Duvalier pour la gestion et le fonctionnement de l’UEH. En dépit des divers projets et propositions de lois élaborés pour organiser et réguler l'UEH, incluant des dispositions transitoires en février 1997, aucun texte n'avait encore été déposé et défendu au Parlement.
Dans le même esprit, Manigat a soutenu le renforcement institutionnel des universités publiques régionales. En 2023, deux programmes de maîtrise professionnelle ont été lancés avec l’appui du MENFP : un master en sciences de l’éducation à l’Université Publique du Nord au Cap-Haïtien (UPNCH) , et un autre en gestion des risques et désastres (GRD) à l’Université Publique du Sud aux Cayes (UPSAC)',.Pour renforcer la régulation du secteur, une liste officielle des universités reconnues a été publiée en 2023, accompagnée d’une circulaire réaffirmant l’obligation d’obtenir une autorisation formelle de fonctionnement avant toute ouverture d’établissement supérieur.
Manigat a également engagé des réformes spécifiques aux facultés de médecine, confrontées à des défis en matière de qualité et de supervision. Un groupe de travail multisectoriel sur leur accréditation a été formé pour renforcer les critères d’évaluation, assurer une meilleure formation des professionnels de santé, et éviter la prolifération de structures non conformes. De concert avec le ministère de la Santé Publique et de la Population, Il avait par ailleurs proposé des modifications dès 2014 aux procédures de recrutement des résidents hospitaliers dans les hôpitaux universitaires.
Enfin, dans une logique d’ouverture internationale, Nesmy Manigat a signé à l’UNESCO en 2023 la Convention mondiale sur la reconnaissance des qualifications relatives à l’enseignement supérieur, une initiative destinée d’une part à adresser les défis liés aux accréditations et d’autre part à faciliter la mobilité académique des diplômés haïtiens à travers le monde,.

## Résumé des principales réalisations (MENFP)

### Premier mandat (2014–2016)
1. Adoption des 12 mesures de modernisation scolaire (Arrêté présidentiel du 17 septembre 2014)[205].
2. Introduction d’évaluations nationales pour remplacer le Certificat d’études primaires et création d’un baccalauréat unique[206],[207],[208]
3. Généralisation du curriculum du nouveau secondaire incluant l’enseignement du créole, l’éducation citoyenne et l’économie[209].
4. Dépôt et exposé  des motifs au Parlement haïtien de projets de loi sur la formation technique, l’enseignement supérieur et la recherche scientifique[210].
5. Création de l’Inspection générale de l’administration de l’éducation . Le premier rapport de l’Inspection Générale sur le programme PSUGO rien que dans l’Ouest a permis d’exclure plus de 250 écoles et de trainer devant la justice plusieurs directeurs d’écoles[211],[212].
6. Création de la Police communautaire éducative (EDUPOL) au sein de la PNH pour prévenir les violences et améliorer le climat scolaire[213],[214],[215],[216].
7. Obligation du  port d’un uniforme unique dans les écoles publiques, une stratégie visant à réduire les inégalités visibles et les violences entre élèves[217].
8. Elaboration et mise en place de la politique et  Stratégie nationale d’alimentation scolaire (PNSAS) avec intégration progressive de produits locaux[218],[219].
9. Signature et mise en oeuvre des accords bilatéraux en éducation conclus avec Cuba et la Finlande pour appuyer les réformes[220],[221].

### Deuxième mandat (2021–2024)
1. De retour au ministère le 24 novembre 2021, il introduit une transformation curriculaire fondée sur une approche plus endogène avec l'assistance technique du Bureau International de l'Éducation de l'Unesco (BIE)[222],[223],[224],[225].
2. Mise en œuvre du livre unique en créole haïtien pour les six premières années fondamentales[226],[227].
3. Intégration obligatoire de l’art, de la technologie, de l’éducation physique et des activités productives dans les programmes et les examens[228],[229],[230].
4. Élaboration d’un référentiel de compétences professionnelles appuyé par un Permis d’Enseignant[231],[232].
5. Numérisation de la gestion scolaire (SIGE) et création du Numéro d’identification scolaire unique (NISU)[233],[234],[235],[236].
6. Modernisation des examens d’État avec le Centre permanent d’évaluation[237],[238],[239].
7. Obtention en ligne des relevés officiels légalisés de notes et diplômes des examens du baccalauréat[240],[241],[242],[243],[244]
8. Lancement du baccalauréat technologique et ouverture de lycées techniques agricoles[245],[246],[247],[248].
9. Création de la Commission nationale des sciences, de la technologie et de l’innovation (CONASTI)[249],[250],[251],[252].
10. Instauration du statut national d’étudiant-entrepreneur en partenariat avec l’Agence universitaire de la Francophonie[253].
11. Lancement officiel du chantier relatif à la reconnaissance des études, des titres et des diplômes de l’enseignement supérieur, en vue de faciliter l’accréditation internationale des parcours universitaires en Haïti[254],[255],[256],[257].

## Parcours et rôle au sein du Partenariat mondial pour l’éducation (Global Partnership for Education)
Nesmy Manigat rejoint le Conseil d’administration du Partenariat mondial pour l’éducation (Global Partnership for Education, GPE) en 2016, apportant son expérience en matière de réformes éducatives, de financement public de l’éducation et de gouvernance dans les pays en développement. Quelques mois plus tard, il est nommé président du Comité de gouvernance, d’éthique, du risque et des finances (GERF), où il supervise les questions de transparence, d’intégrité et de gestion stratégique au sein du Partenariat.
Réélu à plusieurs reprises au sein des instances de gouvernance du GPE, Nesmy Manigat occupe actuellement le poste de président du Comité des finances et des risques (Finance and Risk Committee). Ce comité fournit des conseils essentiels au Conseil d’administration afin de garantir que les ressources du GPE, représentant plus de 9,5 milliards de dollars d’investissements sous forme de financements dans les pays partenaires1,  sont gérées de manière efficiente, efficace et en adéquation avec la mission, les objectifs et les politiques du Partenariat. Il supervise également les pratiques de gestion des risques, les dispositifs financiers et les mécanismes d’audit, assurant ainsi la robustesse et la redevabilité du système.
En parallèle à ses responsabilités institutionnelles, Nesmy Manigat contribue activement au rayonnement intellectuel et aux réflexions stratégiques du Partenariat à travers la participation à des panels et la publication régulière de billets de blog sur des sujets touchant à l’éducation, à la paix, à la résilience des systèmes éducatifs et à la protection des droits des enfants. Parmi ses publications récentes figurent :
- Why education is key to security and peace in Haiti and around the world[258].

- Children are thirsty for school[259]

- Let Haiti’s children return to school[260].

- We already have the vaccine for the next pandemic [261]

À travers ces contributions, il défend une vision d’une éducation résiliente et inclusive, moteur de développement, de stabilité sociale et de préparation aux défis globaux, en particulier dans les contextes de crise humanitaire et de vulnérabilité environnementale.
Il est un fervent partisan de l'augmentation du financement domestique par les pays tout en jouant pleinement son rôle pour une plus grande mobilisation du financement international pour l'éducation.

## Directeur de Cabinet du Premier ministre Garry Conille

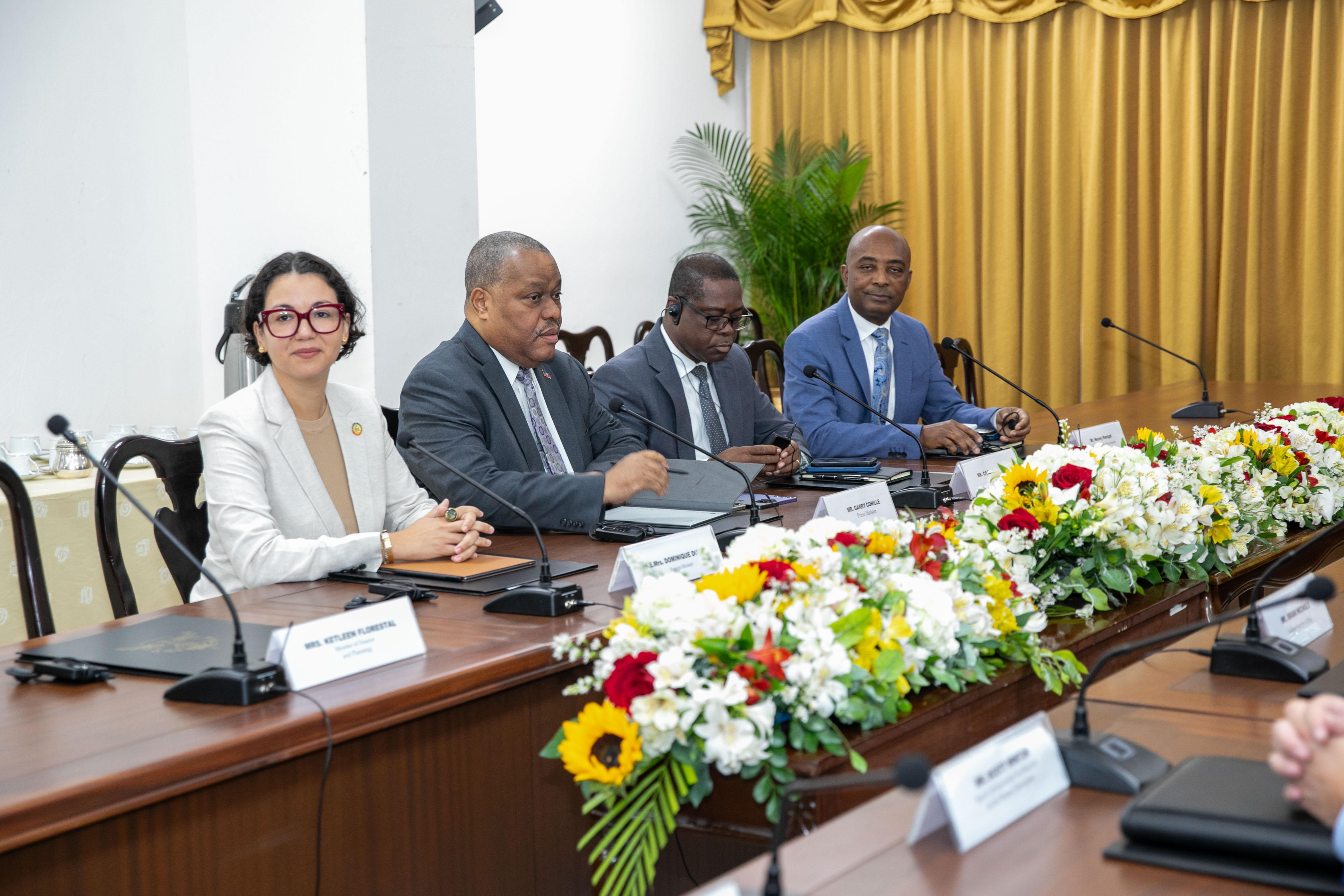
Visite en Haïti de l'ambassadrice des États-Unis Linda Thomas-Greenfield le 22 juillet 2024

Le 11 juin 2024, Nesmy Manigat laisse le Ministère de l’Éducation Nationale et de la Formation Professionnelle à la suite de la démission du Gouvernement d’Ariel Henry. Il est nommé le 14 juin directeur de cabinet du Premier ministre Garry Conille, désigné à la tête du nouveau gouvernement haïtien de transition . Lors de la cérémonie officielle d’installation à la Primature, Manigat promet de soutenir le PM dans sa volonté d'instaurer une nouvelle ère de réformes, d’efficacité administrative et de transparence institutionnelle,.

Sous sa direction, le cabinet du Premier ministre joue un rôle central dans la gestion des affaires courantes de l’État, notamment dans un contexte de crise multidimensionnelle touchant la sécurité, l’économie et les institutions publiques. De plus, Manigat pilote la structuration de l’équipe gouvernementale, coordonne la rédaction des feuilles de route des ministres et des principaux collaborateurs qui travaillent sous la direction de Conille. Douze membres dont six hommes et six femmes composent ce cabinet.

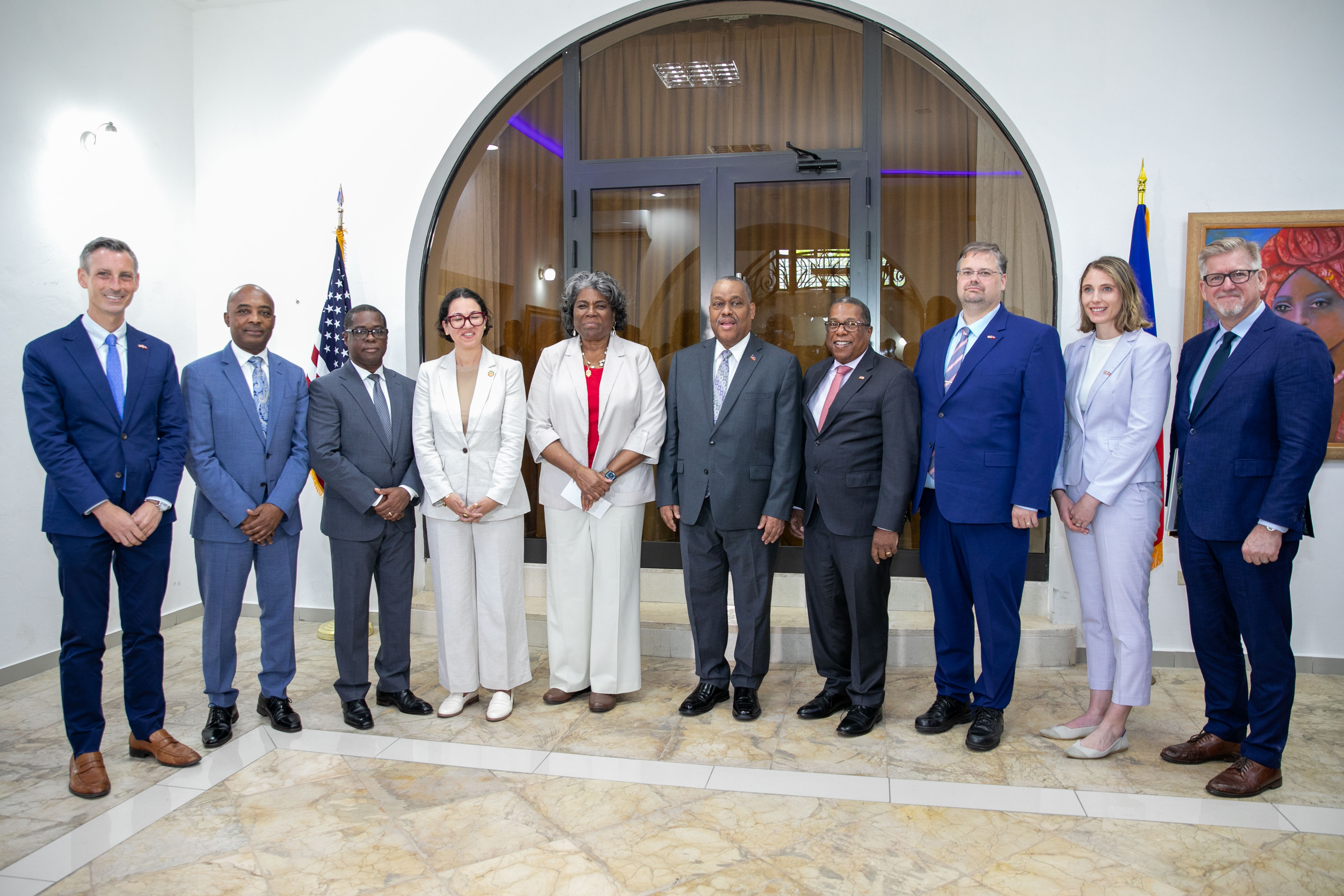
Haiti visit by United States Ambassador Linda Thomas-Greenfield on July 22 2024 - 40

Manigat défend publiquement à plusieurs reprises la ligne de gouvernance du Premier ministre Conille, insistant sur l’importance d’une approche collective et concertée, tout en rejetant les accusations de dissensions au sein du Conseil présidentiel de transition (CPT).  À travers ses interventions publiques, Nesmy Manigat s’illustre comme un défenseur de la gouvernance réformatrice, axée sur la reconstruction institutionnelle et la restauration de la confiance citoyenne, dans un pays en quête de stabilité. Il souligna plusieurs fois que: “L’ampleur de la crise haïtienne est nettement sous-estimée”'.
Il accompagne également le Premier ministre dans ses premières démarches diplomatiques majeures, notamment lors de son voyage officiel aux États-Unis pour consolider les appuis internationaux à Haïti et participe régulièrement aux rencontres du PM avec les hauts dignitaires étrangers en mission en Haïti'.

## Musicien, engagé pour la musique et l’éducation artistique
Musicien et passionné de musique traditionnelle haïtienne, Nesmy Manigat a activement participé à la scène musicale dans sa jeunesse. Il a été guitariste et bassiste dans des formations musicales classiques et aussi des groupes engagés dans le mouvement mizik rasin (musique racine), aux côtés d’artistes comme Eddy François et Hugo Valcin. En 1988, il est bassiste d'un groupe musical de carrefour-feuille, Port-au-Prince, classé parmi les 10 finalistes du célèbre concours d'American Airlines qui a promu toute une génération de jeunes artistes haïtiens des années 80. Il a notamment contribué à la création de la chanson Tribilasyon, devenue un classique du groupe Boukman Eksperyans, comme le rappelle le poète André Fouad dans Le Nouvelliste en 2020,,.
Durant ses mandats au Ministère de l’Éducation nationale, il a fait de l’éducation artistique une priorité stratégique en lançant plusieurs compétitions musicales nationales pour élèves. Le 14 juin 2023, il a signé une décision ministérielle rendant l’éducation esthétique et artistique (EEA) obligatoire pour tous les élèves du fondamental et du secondaire, et introduisant cette matière aux examens officiels de l’État. Cette réforme vise à valoriser les expressions culturelles haïtiennes, développer la créativité des élèves, renforcer leur pensée critique et leur confiance en eux.

### Sous son impulsion, plusieurs initiatives ont été lancées
Le concours national de musique scolaire en 2015 destiné à promouvoir les jeunes talents et à faire de la musique un vecteur de citoyenneté et de cohésion. Un protocole d’accord avec la Fondation Haïti Jazz (2023) afin de renforcer la formation artistique et musicale des élèves et enseignants. L’intégration, pour la première fois, d’un texte musical contemporain dans les épreuves officielles : Dyaman nan Bidonvil du groupe Zafèm a ainsi été analysé lors du baccalauréat 2023,. Le soutien à des initiatives académiques telles que le colloque organisé par l'Orchestre Tropicana d’Haïti pour ses 60 ans, sur le rôle de la musique dans l’éducation. À travers ces actions, Nesmy Manigat affirme sa conviction que la musique, loin d’être un simple divertissement, est un levier de développement personnel, social et national. Son engagement vise à inscrire durablement l’art et la culture dans le socle éducatif d’Haïti.

## Controverses
Plusieurs réformes lancées par Nesmy Manigat au cours de ses deux mandats comme ministre de l’Éducation nationale et de la Formation professionnelle (2014–2016, puis 2021–2024) ont suscité des débats, critiques et controverses dans l’espace public haïtien.  Ces décisions ont souvent été perçues comme des tentatives audacieuses de modernisation du système éducatif en ligne droite avec les réformes précédentes des ministres Maurice Dartigue et Joseph C Bernard, mais elles ont aussi été l'objet de critiques véhémentes tels que pour ses prédécesseurs. Ces discussions ont notamment concerné la place du créole haïtien, le projet de livre scolaire unique, la rénovation du secondaire à travers le programme du Nouveau Secondaire et l’instauration d’un uniforme scolaire unique.

### La Place du créole dans l'enseignement haïtien.
La promotion active du créole haïtien comme langue d’enseignement et d’apprentissage jusqu’au baccalauréat constitue l’un des marqueurs forts des politiques éducatives défendues par Nesmy Manigat. Sous son premier mandat, le ministère a introduit l’obligation de l’enseignement du créole jusqu’au niveau du baccalauréat du Nouveau secondaire et a instauré, à partir de 2023, l’obligation de compter la note obtenue en créole sur un pied d’égalité avec celle du français dans les examens officiels de 9ème Année Fondamentale.
Ces mesures ont été saluées par des institutions universitaires, des chercheurs en éducation, des linguistes et de nombreux acteurs favorables à une éducation endogène fondée sur la langue maternelle. Cependant, elles ont aussi provoqué un vif débat national, certains éditorialistes et intellectuels qualifiant cette réforme de « coup d’État linguistique » susceptible de marginaliser davantage l’usage du français en milieu scolaire. Ce changement a également généré des discussions sur la capacité des enseignants à s'adapter à cette nouvelle exigence linguistique. Les critiques ont notamment pointé un manque de préparation et de ressources pour la mise en œuvre de cette politique, notamment en ce qui concerne la formation des enseignants et la production de manuels scolaires en créole.
En juillet 2024, une lettre officielle de l’ambassadeur de France en Haïti, adressée au ministère, a ravivé la polémique. Dans cette correspondance, rendue publique par le média AyiboPost, le diplomate s’inquiétait du recul potentiel du français dans le système éducatif haïtien. Certains acteurs l’ont considéré comme une ingérence dans une politique linguistique souveraine.

### Traduire Wikipédia en créole Haïtien? Un défi parmi tant d’autres pour un ministre de l’Éducation en Haïti
L’utilisation de plateformes numériques pour la promotion du créole haïtien comme langue d’enseignement a également suscité des réactions contrastées. En 2015, dans un article publié sur la plateforme Mondoblog du HuffPost Québec, certains observateurs ont critiqué l’initiative de traduire Wikipédia en créole haïtien, la considérant comme une opération symbolique détournant l’attention des priorités structurelles du système éducatif haïtien, telles que la formation des enseignants ou l’amélioration des infrastructures scolaires,.

### Le Livre Unique
L'initiative de créer un "livre unique" pour l'ensemble des élèves du pays a également soulevé des controverses. Cette réforme visait à unifier le système éducatif et à réduire les disparités dans les ressources pédagogiques disponibles de «l’école à plusieurs vitesses», mais elle a été perçue par certains comme un projet trop ambitieux et impraticable. L'idée d'unifier les supports d'enseignement a entraîné des critiques concernant le manque de diversité dans les approches pédagogiques et la réduction de la flexibilité pour les enseignants. De plus, certains ont estimé que la production de ces manuels devait respecter des normes de qualité plus élevées et qu'elle risquait d'être une charge financière pour l'État.
Parallèlement à la réforme curriculaire, le ministère voulait réduire les coûts pour des parents obligés d’acheter plus d’une dizaine de livres dès les premières années et lutter contre les inégalités d’accès aux manuels. Cette mesure a suscité l’adhésion de certains enseignants et parents, mais aussi des inquiétudes chez certains éditeurs privés, des syndicats d’enseignants et certains pédagogues, qui y voient une menace pour la pluralité pédagogique appelant à une plus grande ouverture du processus aux contributions des universités et de la société civile.

### Nouveau Secondaire et Baccalauréat Unique
La rénovation du secondaire, incluant l’introduction du Nouveau Secondaire et du Baccalauréat Unique, a également été controversée. Bien que ces réformes aient été présentées comme des efforts pour standardiser et améliorer le système éducatif haïtien, elles ont rencontré des difficultés de mise en œuvre. En 2016, les résultats du baccalauréat unique ont été considérés comme un échec partiel de la part des sceptiques alimentant les critiques sur la rigidité et l'inadaptation du nouveau système d'évaluation. Les critiques ont également souligné que ces réformes n'avaient pas suffisamment pris en compte les réalités locales et les besoins spécifiques des élèves dans certaines régions.
Le programme du Nouveau secondaire, dont la mise en œuvre a débuté sous Manigat dès 2015, vise à refonder les cycles d’enseignement secondaire selon une approche par compétences et à introduire de nouvelles disciplines obligatoires, telles que l’éducation à la citoyenneté, l’économie, la technologie, l’éducation artistique et le sport. Cette refonte vise à sortir d’un système fondé sur la mémorisation au profit du développement de l’esprit critique, de l’autonomie et de l’employabilité.
Cependant, la réforme a été confrontée à des défis considérables, notamment en ce qui concerne la formation des enseignants, la disponibilité des nouveaux manuels scolaires et l’adaptation pédagogique des établissements. Certains ont également vu dans les décisions d'éliminer l'examen du baccalauréat première partie, à l'instar du certificat d'études primaires comme une sacrilège. D'autres, en particulier Fritz Dorvilier, dans différents articles et notamment dans son livre "la volonté d'éduquer" relatant le bilan du ministre Manigat parle de "l'élimination raisonnable des examens officiels de 6° année fondamentale et du baccalauréat 1'e partie, laquelle mesure a entre autres permis au ministère de l'Éducation nationale et de la Formation professionnelle (MENFP) d'économiser 50% du coût de réalisation des examens officiels de l'année scolaire 2014-2015 et de financer des projets de formation des maîtres" en plus de sa portée hautement pédagogique. De même, certaines critiques ont porté sur le rythme du déploiement, jugé trop ambitieux au regard des moyens disponibles et du contexte d’instabilité chronique du pays.

### L’ Uniforme Unique
La mise en place d'un uniforme scolaire unique a également suscité des réactions mitigées au début. Bien que l'objectif de cette réforme ait été de promouvoir l'égalité parmi les élèves, des résistances sont apparues, en particulier de la part des marchands et des importateurs de tissus qui ont jugé cette mesure comme une contrainte économique pour les familles. Certains ont également vu dans cette réforme une tentative d'uniformiser une identité culturelle diverse, critiquant ainsi la centralisation des choix vestimentaires. Toutefois, d'autres ont soutenu que cette initiative favorise l'unité nationale et permettait de réduire les inégalités sociales et également les coûts des uniformes scolaires. Cette décision a été aussi soutenu par ceux qui y voyait une décision pour tenter de rapprocher les élèves et orevenit voir arrêter les bagarres entre lycéens et lycéens, entre lycéens et collégiens, notamment dans les départements de l'Ouest et de l’Artibonite.
Certaines associations professionnelles et syndicales, comme l’Union nationale des normaliens d’Haïti, ont aussi dénoncé le caractère autoritaire de la mesure, en estimant qu’elle faisait peu de cas des réalités régionales, culturelles et économiques du pays. Face à la polémique, le ministre a réaffirmé que les commerçants avaient amplement le temps de se préparer. D’autres voix, plus critiques, ont vu dans cette réforme un exemple de centralisation de l’appareil d’État et de décisions prises.  A cela le ministre a rétorqué en précisant qu’un échantillon d’élèves a fait le choix des couleurs de l’uniforme unique dans le cadre d’un focus groupe.
Les réformes mises en œuvre par Nesmy Manigat ont indéniablement marqué un tournant dans l’histoire de l’éducation en Haïti, mais elles ont également mis en lumière les tensions entre modernisation et tradition, centralisation et diversité culturelle. Les critiques qui ont émergé au fil du temps révèlent les défis complexes liés à l'adaptation d'un système éducatif aux réalités socio-économiques, culturelles et technologiques d'Haïti.

## Distinctions
- En 2009, il reçoit le prix  Master en développement éducationnel  de l’Organización Continental de Excelencia Educativa (ORCODEE) à Lima pour son rôle dans le rapprochement universitaire entre Haïti et la République dominicaine[280].

- Il est reconnu Personnalité de l’année  par Le Nouvelliste en 2015 et 2019 pour ses contributions dans le domaine éducatif et social[281],[282].
- En 2024 ,Kopivit L’Action Sociale » a remis deux plaques d’honneur à Nesmy Manigat pour son travail à la tête du MENFP[283].